# Kleňany
Kleňany es un municipio del distrito de Veľký Krtíš en la región de Banská Bystrica, Eslovaquia, con una población estimada a final del año 2024 de 262 habitantes.
Se encuentra ubicado al suroeste de la región, en la cuenca hidrográfica del río Ipoly —un afluente izquierdo del Danubio— y cerca de la frontera con la región de Nitra y con Hungría.

## Demografía
| Año        | 1994 | 2004     | 2014     | 2024    |
| ---------- | ---- | -------- | -------- | ------- |
| Población  | 403  | 328      | 276      | 262     |
| Diferencia |      | −18,61 % | −15,85 % | −5,07 % |

| Año        | 2023 | 2024    |
| ---------- | ---- | ------- |
| Población  | 269  | 262     |
| Diferencia |      | −2,60 % |